# San Cristóbal, Colombia
San Cristóbal är en ort i Colombia.   Den ligger i departementet Bolívar, i den norra delen av landet, 600 km norr om huvudstaden Bogotá. San Cristóbal ligger 89 meter över havet och antalet invånare är 4 737.
Terrängen runt San Cristóbal är kuperad åt sydost, men åt nordväst är den platt. Runt San Cristóbal är det ganska tätbefolkat, med 65 invånare per kvadratkilometer. Närmaste större samhälle är María la Baja, 12,8 km norr om San Cristóbal. I omgivningarna runt San Cristóbal växer i huvudsak städsegrön lövskog.